# Le locuste
Le locuste (The Locusts) è un film del 1997 diretto da John Patrick Kelley.

## Trama
Clay Hewitt  è un vagabondo che alla fine degli anni '50 che arriva in una piccola città del Kansas  e diventa rapidamente popolare. Poco dopo il suo arrivo fa a pugni con un ubriaco locale, si fidanza con la bella Kitty e trova lavoro in un ranch di proprietà della torbida vedova Delilah, con cui intreccia una relazione sessuale e facendo amicizia con il figlio Flyboy, con problemi psicologici e succube della madre.